# Shino Aburame
Shino Aburame er en karakter fra serien Naruto. Han er på Team 8 sammen med Hinata Hyuga, Kiba Inuzuka og sensei Kurenai Yuhi.
I del 1 går Shino klædt i en stor jakke, der ofte skjuler det nederste af hans ansigt, og solbriller, som han aldrig tager af. I et afsnit af del 2 som starter ca. 2,5 år efter del 1 sluttede viser det sig, at ikke engang hans holdkammerater i Team 8 nogensinde har set ham uden solbriller. 
Shino er en meget cool og mystisk person, der ikke snakker ret meget. Tidligt i serien hvor man første gang for alvor bliver præsenteret for de øvrige ninjahold, beskriver seriens hovedperson Naruto, Shino som værende "underlig" og "lidt af et mysterium". 
Han kan kommunikere telepatisk med insekter, heriblandt hans egne kikaibiller som bor inde i hans krop. Dette er typisk for Aburameklanen.